# Dario Miguel Pedro
Dario Miguel Pedro (Birigui, 1936-2021) Foi o inventor do biribol. 

## História
Devido ao calor da região que habitava, na década de 60 ele e colaboradores inventaram uma brincadeira capaz de espantar o calor, uma espécie de vôlei jogado dentro de uma piscina, neste tempo o esporte foi chamado de frescobol. Devido a falta de regras estabelecidas em papel, o que fazia seus amigos esquecerem como era jogado, em 1968 decidiu patentear o esporte que ficou conhecido como biribol, pois o frescobol já era um esporte conhecido pelo uso de raquetes.
Em 1976 foi realizado o primeiro Campeonato Estadual de Biribol e o segundo no ano seguinte. Propagador do esporte Dario fez diversas tentativas para estabelecer o esporte. Seu sonho era ver o biribol no rol de esportes de uma Olimpíada.

## Morte
Dario, faleceu em 13/04/2021, com 85 anos em decorrência da Covid-19. Ele tinha comorbidades como Alzheimer, foi sepultado no cemitério da Saudade em Birigui-SP onde há alguns anos já tinha feito sei próprio túmulo em formato de bola de Biribol.

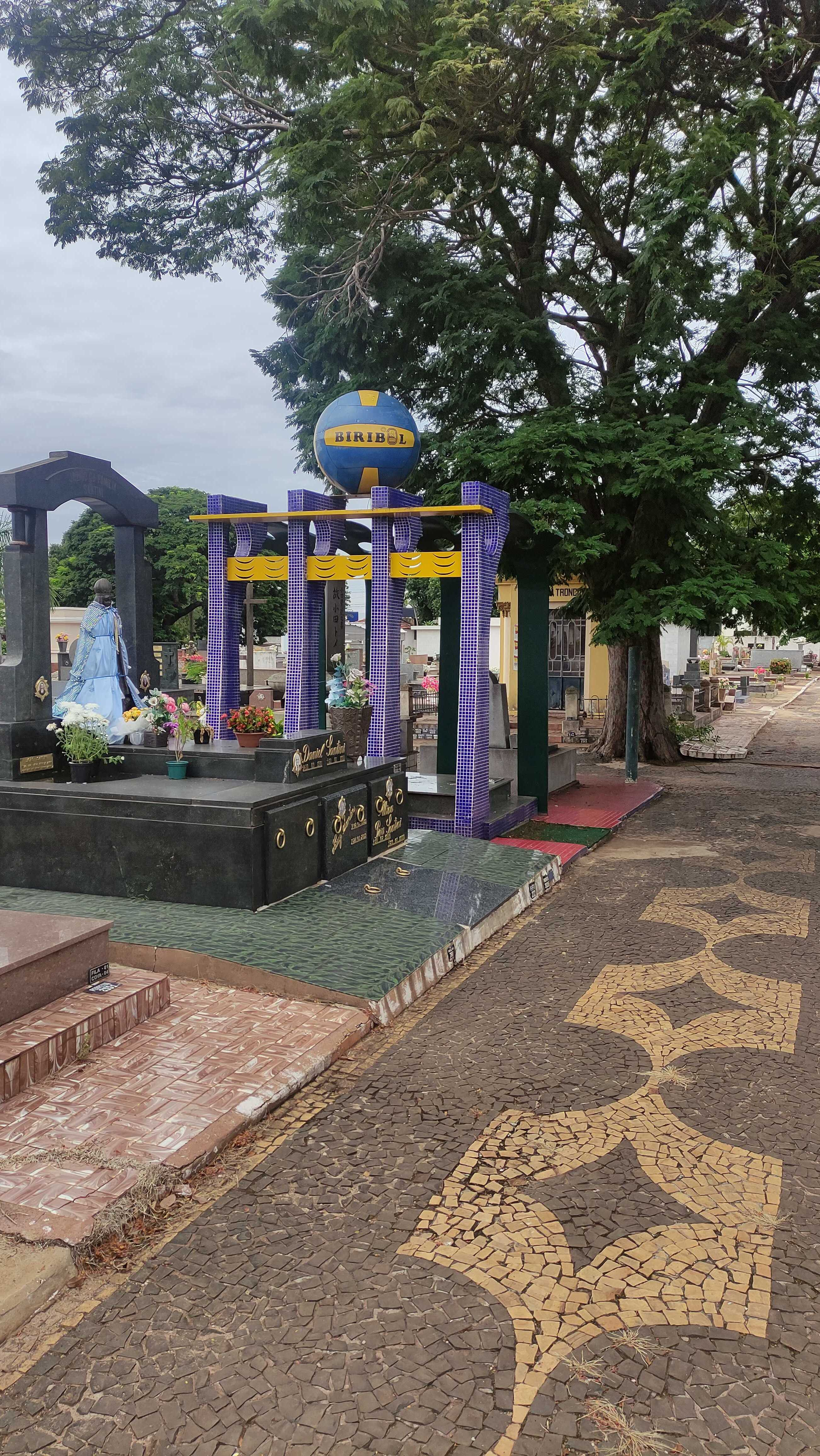
Túmulo de Dario Miguel Pedro em formato de bola de Biribol